# Урушадзе, Амиран Тариелович
Амира́н Тарие́лович Уруша́дзе (род. 11 марта 1985, Ростов-на-Дону, СССР) — российский историк грузинского происхождения. Кандидат исторических наук (2011), преподаватель кафедры отечественной истории Южного федерального университета, стипендиат Германского исторического института (Москва), декан, доцент факультета истории Европейского университета в Санкт-Петербурге. Номинант премии «Просветитель» в номинации «Гуманитарные науки» (2018).

## Биография
Амиран Урушадзе родился 11 марта 1985 года в городе Ростове-на-Дону. В 2002—2008 годах обучался на историческом факультете Южного федерального университета (ЮФУ), окончил его с получением диплома магистра истории.
В 2010—2020 годах преподавал в кафедре отечественной истории ЮФУ и работал научным сотрудником в Институте социально-экономических и гуманитарных исследований Южного научного центра РАН (до 2013 года).
В 2011 году под научным руководством доцента Н. В. Самариной защитил автореферат диссертации по теме «Взаимодействие культур на Кавказе в конце XVIII — первой половине XIX вв.» и получил учёную степень кандидата исторических наук. В 2013 году работал стипендиатом Германского исторического института в Москве.
В 2018 году вышла в свет книга Амирана Урушадзе «Кавказская война. Семь историй», в которую вошли семь историй Кавказской войны с участием императора Николая I, предводителя Шамиля, светлейшего князя Михаила Воронцова. Литераторы Александр Архангельский и Александр Гаврилов включили эту книгу в лонг-лист премии «Просветитель».
С 2020 года Урушадзе работает деканом, доцентом факультета истории Европейского университета в Санкт-Петербурге. В том же году вышла его книга «Вольная вода. Истории борьбы за свободу на Дону», посвящённая двухсотлетней борьбе донских казаков за свою независимость.
Иван Юрченко в интернет-издании «Горький», оценивая книгу Урушадзе, отметил, что «Вольная вода» продолжает тему, начатую в его предыдущей работе «Кавказская война»:
Содержание исторического нарратива в новой книге организовано более традиционно. Она состоит из пяти глав, каждая из которых раскрывает с новой, порой неожиданной стороны понятие донской «казачьей воли» и способы, подчас незаконные, борьбы за свободу на Дону. <…> Урушадзе специально выбирает такой материал, который плохо вписывается в эту отвлеченную общую историю, знакомую читателям «по учебнику». «Вольная вода» точно не учебник. Хотя порой автор позволяет себе давать моральные оценки описываемым событиям и даже приводить цитаты и мнения других — например, советских — историков вполне дидактического содержания.Иван Юрченко

## Научная деятельность
По данным сайта Южного федерального университета, научные интересы Урушадзе следующие: «История народов Кавказа, вхождение Кавказа в состав Российского государства, формирование и развитие российской администрации в регионе, историография и историческая память на Кавказе».
По данным сайта Вольного исторического общества, Амиран Урушадзе специализируется на истории вхождения Кавказа в состав Российской империи. Он является автором более 70 научных публикаций, входит в редакционные коллегии журналов «Русский архив» и «Новое прошлое».
Имеет 732 цитирований из Российского индекса научного цитирования (РИНЦ); индекс Хирша по РИНЦ — 12.

## Награды
- Шорт-лист премии «Просветитель» в номинации «Гуманитарные науки» (2018) — за книгу «Кавказская война. Семь историй»[12]

## Рецензии
- Вартумян А. А. Имперский проект России: русификация национальных окраин — рецензия на монографию «Национальные окраины в политике Российской империи и русской общественной мысли / Под общей редакцией А. Т. Урушадзе. — Ростов-на-Дону: Издательство ЮНЦ РАН, 2020» // Вопросы элитологии. — 2021. — № 1. — С. 226—237. — ISSN 2712—8415. — doi:10.46539/elit.v2i3.79.